# Blasieholmen
Blasieholmen est une péninsule du centre de Stockholm, en Suède. Elle est située à l'est de Kungsträdgården. À l'origine, il s'agissait d'une petite île, nommée Käpplingen, qui est devenue une péninsule, reliée à Norrmalm, au cours du XVIIe siècle. Parmi les bâtiments de Blasieholmen, on trouve le Nationalmuseum, des hôtels et des immeubles de bureaux. Le pont Skeppsholmsbron relie Blasieholmen à l'île de Skeppsholmen. L'église de Blasieholmen a été démolie en 1964.

## Délimitations
Blasieholmen n'a pas de limites formelles mais est bordé par l'eau dans trois directions : Saltsjön et ses baies Ladugårdslandsviken et Nybroviken. Une démarcation commune vers le centre de Stockholm au nord-ouest est le tronçon Grevgränd / Arsenalsgatan / Nybrokajen. Une autre démarcation possible, légèrement plus étroite, est Stallgatan. Au sud-est de Blasieholmen se trouve Skeppsholmen, que l'on atteint en passant par Skeppsholmsbron, puis par Kastellholmen.

## Histoire et étymologie
Le plus ancien nom connu de ce petit îlot est Käpplingen et ce nom apparaît dans l'histoire médiévale, peut-être fausse, de ce que l'on appelle Käpplingemorden, qui raconte comment un certain nombre de citoyens de Stockholm ont été capturés par des Allemands et brûlés à l'intérieur d'une maison. Cela se serait passé en 1389 ou 1392.
Au milieu du XVIe siècle, l'îlot a changé de nom. La raison en est que le chantier naval de Stockholm, qui se trouvait auparavant au château Tre Kronor, a été déplacé sur cet îlot dans les années 1550, et qu'il a été appelé Skeppsholmen et parfois simplement Holmen. Skeppsgården était situé du côté nord-est, face à Nybroviken. Dans les années 1640, le chantier naval a été déplacé vers l'actuel Skeppsholmen, qui a donc pris son nom. La plus ancienne carte connue de Blasieholmen, datant des années 1650, montre une nouvelle division des terres après le départ du chantier naval. La carte a probablement été dressée par l'ingénieur de la ville Anders Torstensson. L'ancien Skeppsholmen a ensuite été appelé Gamble Skepzsholmen. L'ancienneté du nom Blasieholmen est incertaine. 
Les deux noms Gamla Skeppsholmen (Gamble Skepzholmen) et Blasieholmen ont coexisté jusque dans les années 1670, lorsque ce dernier nom a pris le dessus. L'identité de Blasius qui a donné son nom à l'îlot n'est pas tout à fait claire. Deux noms ont circulé dans l'histoire : (1) Blasius Olsson Rask, le scribe de la ville (secrétaire de la ville) qui a travaillé à Stockholm de 1544 à 1567 et qui était également armateur et (2) Blasius Dundej, avec les différentes orthographes du nom de famille : Dunday, Dondy, Dundej, Dundee ou Dundie, un homme d'affaires prospère d'origine écossaise qui, dans les années 1590, possédait de nombreuses propriétés à Stockholm et qui a été appelé pendant un certain temps le marchand de Johan III. 
La partie de l'actuel Blasieholmen où se trouve le musée national était autrefois un îlot inondé dont le plus ancien nom connu était Myntholmen. En 1634, une église y a été construite pour le compte de l'Amirauté. L'îlot fut ensuite appelé Kyrkholmen. L'église a brûlé en 1822 et, à l'occasion de la construction du Musée national (ouvert en 1866), l'étroit canal séparant Kyrkholmen de Blasieholmen a été comblé. En 1865-1867, l'église de Blasieholm a été construite, puis démolie en 1964.
La partie nord-est de Blasieholmen a été utilisée très tôt comme zone de réception et de stockage du poisson, appelée Sillhofvet. La décision de réserver la zone au traitement du poisson a été prise par le conseil municipal en 1789 et n'a été annulée qu'en 1871. Le quartier a conservé son nom avec l'orthographe moderne Sillhovet.